# Anomala acrominalis
Anomala acrominalis är en skalbaggsart som beskrevs av Ohaus 1916. Anomala acrominalis ingår i släktet Anomala och familjen Rutelidae. Inga underarter finns listade i Catalogue of Life.